# Хари Труман
Хари С. Труман (енгл. Harry S. Truman; Ламар, Мисури, САД, 8. мај 1884 — Канзас Сити, Мисури, САД, 26. децембар 1972) је био амерички политичар и 33. председник САД у периоду од 1945. до 1953. године.
У домаћој политици, Труман се суочио са многим изазовима: бурна транзиција ратне у мирнодопску економију обележена великим оскудицама и бројним штрајковима, пролазак Тафт-Харлејевог закона ограничавању права радничких синдиката и поред његовог вета. Након изненађујуће победе на изборима 1948, није био успешан у спровођењу свог Фер дил програма. Користио је изричита председничка овлашћења како би започео десегрегацију америчке војске и започео испитивање оданости како би избацио хиљаде симпатизера комунизма из владе и администрације. Снажно се противио обавезним заклетвама верности за владине службенике, став због кога је његова влада била мета оптужби да је блага према комунизму. Корупција у његовој влади дошла је и до његовог кабинета и службеника Беле куће. У једном од многих скандала, 166 радника је дало отказ или је отпуштено накнадно због утаје пореза.
Труманов председнички мандат био је препун догађаја што се тиче спољних послова: капитулација Нацистичке Немачке, атомско бомбардовање Хирошиме и Нагасакија, капитулација Јапана, крај Другог светског рата, оснивање УН, Маршалов план о обнови Европе, Труманова доктрина о заустављању ширења комунизма, почетак Хладног рата, стварање савеза НАТО и Корејски рат. Тај рат је постао ситуација без победника у којој је погинуло преко 30.000 Американца. Након обећања да „ће посетити Кореју“ и стављањем приоритета на решавање тзв. „нереда у Вашингтону“, републиканац Двајт Д. Ајзенхауер је прекинуо двадесетогодишњу власт демократа поразивши Трумановог изборног кандидата Адлеја Стивенсона на председничким изборима 1953. године.

## Детињство и младост
Хари С. Труман рођен је 8. маја 1884. у Ламару, САД као друго дете Џона Андерсона Трумана и Марте Елен Јанг Труман. Његове деде, Андерсон Шип Труман и Соломон Јанг Труман нису се могли сложити око Харијевог средњег имена, па му је дат средњи иницијал С, који је означавао или Шип или Соломон, независно с чије стране родитеља је члан питао. Ускоро му се родио брат Џон Вивијан (1886—1965), а три године након њега и сестра Мери Џејн Труман (1889—1978).
Његов отац био је сељак и трговац живом стоком. Родитељи су живели у Ламару све док Хари није напунио 10 месеци. Тада су се преселили на фарму у Харисонвилу, па у Белтону, па на фарму његових дедова у Грандвјуу. Када је Труман имао 6 година његови родитељи су се преселили у Индепенденс, где је Труман похађао презбитеријанску школу. Труман није похађао редовну основну школу до своје осме године.
Као дете, Труман је имао 3 хобија: музика, читање и историја. Љубав према овим трима стварима је у њему пробудила његова мајка. Труман је био веома близак са мајком све до њене смрти, а чак и као председник је тражио њене савете. Свако јутро би се будио у 5 сати да би вежбао клавир а до своје 15 године ишао је два пута недељно у позориште. Након дипломирања, Труман је радио на железници Санта Фе, спавајући у камповима близу железнице. Од тада је радио низ достављачких послова. У Грандвју се вратио 1906, и био је тамо до 1917. када је отишао у војску.
До краја свог живота, Труман се носталгично присећао година које је провео на фарми, често и са театралним ефектима. Године физички захтевног рада које је провео у Грандвјуу биле су значајно животно искуство. У том периоду упознао је он своју супругу Бес Волес коју је и запросио 1911, она га је одбила. Труман је рекао да жели зарадити више новца него сељак да је идући пут запроси. Идући пут је је запросио 1918. када се вратио као ветеран из Првог светског рата, и то успешно.
Он је био једини председник САД након 1870, а да није имао диплому са колеџа: његов слаб вид га је спречио да се упише на Вест Поинт, што је био његов сан из детињства, а финансије су га спречиле да добије неку другу диплому. Труман је студирао право 2 године у Канзас Ситију у током 1920-их.

### Први светски рат
Труман је био на списку Мисуриске националне гарде од 1905, а служио је од 1911. године. Уласком САД у Први светски рат 1917, Труман се поново придружио гарди. На систематском прегледу 1905. његов вид је био у лош. По неким извјештајима прошао је тајно тако што ја напамет научио плочу за вид.
Пре поласка у Француску, Труман је био послан на Форт Сил у Оклахоми. Водио је кантину са својим пријатељем Едвардом Јакобсоном, који је имао искуства као носач у Канзас Ситију. Још један човек који ће му помоћи након рата, а упознао га је на Форт Силу, је био Џејмс Пендергаст, син Томаса Џосефа Пендергаста, истакнутог политичара.
Труман је изабран за подофицира, а касније за нижег заповедника артиљеријске јединице у Француској. Његова јединица је била позната по одбијању ауторитета. Током изненадног немачког напада на Вогезима, јединица се почела расипати. Труман им је наредио повратак на позиције користећи језик који је „научио док је радио на железници у Санта Феу“. Наводно, шокирани начином наређења, јединица га је послушала и повукла се са њим на једно сигурно место. Под вођством наредника Трумана, јединица није изгубила ни једног војника. Велики рат, Труман је касније достигао чин потпуковника у националној гарди, чин који је омогућио његову политичку каријеру у Мисурију.

### Венчање и рана каријера као бизнисмена
Након што је рат био завршен, Труман се вратио у свој град Инпенденс и оженио се са својом дугогодишњом љубави, Бес Волес 28. јуна 1919. године. Труманови су имали само једно дете Маргарет, рођена 17. фебруара 1924. године.
Месец дана пре венчања, рачунајући на успех који су имали Фт. Силл и преко мора, трговина за мушку гардеробу Truman & Jacobson отворила је своју прву филијалу у Канзас Ситију. Након пар успешних година, трговина је банкротирала за време рецесије 1921, која је утицала на фармерску економију. Мање цене свиле и жита узроковале су смањење продаје свилених мајица, јер су фармери имали мање новца да би их купили. Цена сена је у 3 године пала катастрофално. Труман је за економске проблеме кривио републиканску политику. Труман је годинама отплаћивао дугове. Он и његов бивши пословни партнер Едвард Јакобсон су 1923. прихваћени на колеџ у Вашингтону. Они су остали пријатељи до краја живота, а Јакобсонов савет Труману по питању ционизма ће, деценијама касније, играти важну улогу у одлуци америчке владе о признавању Израела.

## Политика

### Судија округа Џексон
Труман је 1922. уз помоћ демократа Тома Пендергаста, изабран за врховног судију округа Џексон — административну, не правну позицију сличну онима у другим окрузима. Иако је изгубио на изборима 1924, године 1926. изабран је за једног од главних судија, а 1930. је изабран поново за врховног судију. Труман је своје дужности обављао савесно и добио је јавну захвалницу за пар радова који су били започети, а укључивали су нову зграду суда и 12 статуа посвећених женама. Током његовог мандата, пар његових колега осуђено је због утаје пореза, укључујући и самог Пендергаста, који је коначно завршио у федералном затвору. Труман је упркос свему томе остао частан на својој позицији.
Године 1922, Труман је пријатељу дао 10 долара за приступање у Кју-клукс-клан, касније је затражио свој новац назад. Никад није примљен, није присуствовао ниједном састанку и никад се није декларирао као члан. Иако је Труман у свом дневнику пар пута изразио љутњу на Јевреје, његов пословни партнер и близак пријатељ Едвард Јакобсон је био Јевреј. Труманов став према црнцима био је типичан за Мисуријанца у то доба, и био је изражен типичним називима као „црњо“. Годинама после, још један његов расни поглед је изашао на видело: приче о злостављању, вређању и мучењу афро-америчких ветерана (црнаца) који су се вратили из Другог светског рата су утицале на Трумана да подржи политику о људским права и започне десегрегацију војске.

### Амерички сенатор
Пендергаст је предложио Трумана за кандидата за америчког сенатора из Мисурија на изборима 1934. године. Имао је успешну кампању као Њу Диловски демократа који подржава председника Рузвелта. На демократским примарним изборима, Труман је победио Тука Милигана, брата федералног тужиоца Мориса Мортона Милигана. Труман је касније поразио републиканца Роскоа Конклинга Патерсона са преко 20% разлике.
О Труману је владало мишљење га је лутка Тома Пандергаста. Он је свеједно преузео позицију, али је добио надимак „Пендергастов сенатор“. У маглу неповерења улазила је и чињеница да су у Канзасу на изборима убијене 3 особе. У традицији према великим политичарима пре и тада, Труман је проводио своју политику Њу Дила преко Пандергаста. Он је захтевао да буде независан на гласачкој листи. Труман је имао своје стандарде, закључио је историчар Дејвид Макулоуг и био је вољан држати их се, чак и кад је био под притиском човека са врх политичке сцене Мисурија.
Труман је умео своје одлуке да правда речима да ако се понуди мало, спаси се пуно. Труман је такође рекао да му је Пандергаст дао следећи савет када је по први пут ушао у сенат:
Ћути и одговарај на писма.
Током Трумановог првог мандата у сенату, Милиган је започео велику истрагу о Мисуријским гувернерским изборима 1936. на којима је изабран Лојд Штарк. Потом је уследило суђење које се завршило са 258 пресуда. Важнији део истраге било је Милиганово откриће да Пандергаст није платио федералне порезе између 1927. и 1937. и да је извео превару са осигурањем. Године 1939, Пандергаст је признао кривњу и он је био осуђен са 10.000 долара казне и 15 месеци затвора. Штарк, који је добио Пандергастов благослов на изборима 1936, окренуо се против њега и потпуно је преузео контролу над фондовима од Трумана и Пандергаста.
Труманови изгледи за поновни избор за сенатора изгледали су слабо. Године 1940, и Штарк и Морис Милиган супротставили се се сенатору Труману на демократским примарним изборима. Роберт Ханиген, који је контролисао политичку сцену у Сент Луису дао је подршку Труману. Ханиген је направио договор 1944. године којим је поставио Трумана за Рузвелтовог потпредседника. Труман је кампању водио борбено и неумориво. На крају су Штарк и Милиган поделили анти Пандергастовске гласове, и Труман је победио на изборима. Труман је и без помоћи Пандергаста и његове гласачке машине победио на изборима. У то време Пандергаст је био у затвору због утаје пореза. Успешна кампања за сенат из 1940. сматра се од многих биографа као Труманов лични успех и као претеча познате кампање из 1948. која му је донела још један мандат, а у којој није био фаворит.
Као сенатор Труман је више волео радити у комитетима него држати говоре. Његов рани рад дошао је у облику легислације транспорта и међудржавне трговине. Био је поборник Њу Дила, и дао је кључну подршку за остваривање његових кључних тачака: Вагнеров акт, социјално осигурање, Акт о стандардима поштеног рада, па чак и неуспели „судско-паковни“ рачун, који је требало да преобрати врховни суд да заволи Рузвелта.

### Одбрамбена политика и Труманов комитет
Дана 23. јуна 1941, само дан након почетка немачког напада на СССР, сенатор Труман је изјавио:
Ако видимо да Немачка побеђује, треба да помогнемо Русима, а ако видимо да Руси побеђују треба да помогнемо Немцима и тако их пустити да се поубијају што је више могуће, иако ја не желим видети Хитлера као победника ни у ком случају. Ниједан од те двојице не држи до своје речи.
Изјава се слагала се општим мишљењем Американца у то доба, Труманови противници су је често цитирали као доказ за његов неприкладан приступ спољној политици. Ово запажање било је прво у низу проминентних оштрих изјава које је Труман у погрешно време рекао националним новинама.
Поштовање је задобио својим комитетом (познат као Труманов комитет) са којим је истраживао скандал прекомерне војне потрошње тако што је разоткрио преваре и лоше вођство. Његов рад на штедњи трошкова за војску је привукао велику пажњу. Иако су се неки бојали да ће комитет наштетити ратном моралу, сматран је успехом и извештаји говоре да је уштедео око 11 милијарди долара. Године 1943, његов рад као председавајући у комитету донео му је насловну страну часописа Тајм. Труман се појавио на насловној страни Тајма укупно 9 пута, а 1945. и 1948. изабран је за Тајмовог човека године.

## Потпредседник
Након месеци неизвесности о томе кога ће Френклин Делано Рузвелт изабрати за свог новог потпредседника. Као резултат договора којег је средио Ханиген, тадашњи председник демократа, Труман је изабран за потпредседничког кандидата 1944. године.
Рузвелт, који је био лако ломљив, пристао је да замени Ханрија Волеса новим потпредседником, јер је сматран прелибералним за странку. Сачувани докази говоре да је Рузвелт изборе за свог новог потпредседника одгађао све до лета 1944. године. Џејмс Ф. Бирнес из јужне Каролине, био је главни фаворит, као католик који је напустио цркву, био је неприкладан за предоминантне католичке организације. Пре него је конвенција за потпредседника започела, Рузвелт је написао поруку у којој је рекао да ће за потпредседника прихватити само Трумана или тадашњег судију у врховном суду Вилијама Дугласа. Државни и федерални партијски лидери предлагали су Трумана. Труман сам није изгледао да директно или индиректно води кампању за друго најзначајније место у држави и касније је увек говорио да није желео бити потпредседник.
Труманова кампања је била хумористична поднасловљена као други "Мисуријски компромис" на демократској конвенцији 1944. у Чикагу, јер је његов апел вођству странке био контраст либералног Волеса и преконзервативног Бирнеса. Номинација је добро прихваћена и Рузвелт-Труман тим је победио са распоном гласова 432-99 на председничким изборима 1944, победивши њујоршког гувернера Њујорка Томаса Дјуија и гувернера Охаја Џона Брикера. Труман је узео мандат за потпредседника 20. јануара 1945. и био је на тој позицији мање од три месеца.
Труманов председнички мандат био је релативно монотон и контакт са Белом кућом био је минималан. Није питан за никакве савете и није информисан о било којим већим догађајима. Труман је све шокирао тиме што је само пар дана након заклетве присуствовао погребу свог осрамоћеног заштитника Тома Пандергаста. Труман је по неким извештајима био једини високи званичник који је присуствовао сахрани. Труман је критике „помео“ речима:
Увек ми је био пријатељ и ја сам био његов.
Дана 12. априла 1945, Труман је био хитно позван у Белу кућу, где га је Еленор Рузвелт информисала да је Френклин Делано Рузвелт преминуо од срчаног удара. Труманова прва брига била је госпођа Рузвелт. Питао ју је може ли он што учинити за њу, а она му је одговорила:
Можемо ли ми учинити што за вас? Јер ви сте онај који је сад у проблемима.

## Председнички мандат 1945—1953.

### Први мандат

#### Преузимање позиције
Труман је био потпредседник само 82 дана пре него што је председник Рузвелт умро. Имао је веома мало значајних разговора о светским питањима и о домаћој политици након што је положио заклетву за Рузвелтовог потпредседника и био је потпуно необавештен о великим иницијативама о даљем успешном вођењу рата - понајпре о тајном пројекту Менхетн, који је за време Рузвелтове смрти, био на врхунцу тестирања прве атомске бомбе.
Момци, ако се икад молите, молите се сад за мене. Ја не знам да ли сте ви момци икад на главу добили пласт сена. Кад су ми рекли шта се јуче догодило, осећао сам се као да су све звезде, месец и све планете пале на мене.

#### Атомска бомбардовања Хирошиме и Нагасакија
Труман је био убрзо упознат са пројектом Менхетн и одобрио је коришћење нуклеарног оружја против Јапана у августу 1945, након што је Јапанско царство одбило Потсдамску декларацију. Атомска бомбардовања Хирошиме и Нагасакија су до данас остала прво, али и једино коришћење нуклеарног оружја у ратне сврхе. Након бомбардовања је следила брза капитулација Јапана 2. септембра 1945. и крај Другог светског рата. Коришћење нуклеарног оружја у то време није било нимало контроверзно, како у САД тако и међу његовим савезницима. На Потсдамској конференцији је Јосиф Стаљин саветовао Труману да што пре искористи атомску бомбу. У годинама након бомбардовања, Труманова одлука је постала изузетно контроверзна и говорило се зашто је он тако одлучио. Они који су подржавали Труманову одлуку објашњавали су да је то бомбардовање спасило хиљаде људи, који би иначе страдали инвазијом Јапана која је требало да се догоди ако се не нађе друго решење. Еленора Рузвелт је 1945. подржала Трумана рекавши да је „одабрао једино могуће решење“ и да је избегао „енормно жртвовање америчких живота“. Други, као што је професор Гар Алперовиц, тврде да је коришћење атомског оружја било непотребно и неморално те да би ратом изморени и осиромашени Јапан ионако капитулирао. Занимљива чињеница која говори у прилог овој тези јесте да је услов за капитулацију Јапана пре бомбардовања била царева абдикација, што су Јапанци одбили. Након што су Хирошима и Нагасаки уништени, Јапан је потписао капитулацију, Американци су допустили да цар остане на власти. По овој тези, бомбардовање је послужило као демонстрација снаге Совјетском Савезу као упозорење да не покушавају проширити свој утицај на Јапан.

#### Удари и економске промене
Крај Другог светског рата у САД дочекан је са великим разговорима о поратној економији. Председник је био суочен са изненадним оживљавањем сукоба између радника и послодаваца који су били мирни током ратних година и ширењем незадовољства због нарастајуће инфлације, која је у једном тренутку достигла 6% у само месец дана. У овој поларизованој средини, догодио се талас дестабилизујућих удара у већим индустријским центрима, а Труманов одговор за њих је генерално сматран неделотворним. На пролеће 1946, догодио се национални железнички штрајк — највећи у историји САД — који је зауставио све возове у држави. Држава је дословно била у застоју у периоду од преко месец дана. Када су железничари одбили понуђени договор, Труман је најавио да ће преузети контролу над железницом и да ће штрајкаче регрутирати у војску. Док је држао говор, пре него што је од Конгреса затражио овлашћења за тај план, Труман је добио информацију да се штрајк смирио. Тај исход је одмах рекао Конгресу и добио је бучне овације које су се наставиле данима. Иако је резолуција изгледала изврсно, она је Трумана пуно коштала политички: многи су Труманов план заустављања штрајка сматрали пренаглим и преоштрим што је умањило његову репутацију код радника, који већ тада нису били задовољни својим третманом.

#### Уједињене нације и Маршалов план
Као вилсонијански интернационалиста, Труман је снажно подржавао стварање Уједињених нација, па је укључио бившу прву даму Еленор Рузвелт у делегацију на првој главној скупштини УН-а да би задовољио јавну жељу за мир након Другог светског рата. Суочена с комунистичким продирањем у друге државе насупрот договору на Потсдамској конференцији, ширењу комунизма у Грчку и Турску, Труманова администрација артикулисала је нарастајуће проблеме против Совјета кроз посебну доктрину.
Иако није био посебно стручан у спољњој политици, а опозициони републиканци су имали већину у Конгресу, Труман је успео добити подршку и за Труманову доктрину и за Маршалов план. Да би наговорио Конгрес да одобри толику количину новца да се Европа економски обнови, Труман је користио идеолошки аргумент, у којем је рекао да се комунизам шири у економски неразвијеним земљама. Његов циљ је био да „на смрт преплаши Конгрес“.
Да би ојачао САД током Хладног рата у борби против комунизма, Труман је потписао Акт о државној сигурности из 1947. и реорганизовао је америчку војску створивши Министарство одбране, ЦИА-у, Америчко ратно ваздухопловство (независно од америчке војске) и одбор за националну сигурност.
Труман је постхумно одликовао генерала Драгољуба Михаиловића орденом легије части због учествовања у операцији спасавања америчких пилота оборених над Југославијом током Другог светског рата.

#### Фер Дил
Након доста година демократске већине у конгресу и 2 демократска председника, 1946. републиканци добивају већину, са 55 места у Представничком дому и доста места у Сенату. Иако је Труман доста сарађивао са републиканцима што се тиче спољње политике, снажно им се супротстављао у њиховим погледима на унутрашњу политику. Није успео у заустављању смањења пореза и укидању провере цена. Моћ цехова је била знатно смањена Тафт-Хартлејевим законом, који је усвојен након што је Труманов вето одбијен.
Припремајући се за изборе 1948, Труман је себе приказао као снажног демократу у Рузвелтовом стилу, заговарајући опште здравствено осигурање, да укине Тафт-Хартлејев закон и започне агресиван програм људских права. Све ово спојено у једно дело је био нови политички програм назван „Фер Дил“ (Поштени договор).
Труманови предлози из Фер Дила направљени су за кампању реторички, али они нису добро били прихваћени у Конгресу, чак и након победе демократа на изборима 1948. године. Само је један од већих предлога Фер Дила усвојен - иницијатива да се повећају давања незапосленима.

#### Признавање Израела
Труман је био кључна фигура у оснивању јеврејске државе Палестина.
Један Англо-амерички комитет предложио је 1946. године поступно оснивање двају држава у Палестини, без јеврејске и арапске доминације. Јавност није подржала дводржавни предлог и Уједињено Краљевство, чија је империја већ било у распаду, била је под притиском да се брзо повуче из Палестине због напада ционистичких трупа на британске војне јединице. На молбе Британаца, Генерална скупштина ОУН предложила је тренутно дељење Палестине на две државе и са Трумановом подршком, Генерална скупштина је 1947. одобрила ово иницијативу.
Британци су најавили повлачење из Палестине 15. маја 1948. и државе челнице Арапске лиге почеле су слати трупе на палестинску границу. Идеја о стварању државе на Блиском истоку била је изузетно популарна у САД, а посебно међу урбаним јеврејским гласачима, Трумановим верним присталицама.
Други проблем било је Државни секретаријат. Државни секретар Џорџ Маршал и многи други стручњаци за спољњу политику су били строго против оснивања јеврејске државе у Палестини. Труман се пристанком на сусрет са Хаимом Вајцманом успротивио властитом државном секретару. Маршал није јавно довео у питање Труманову одлуку, како је Труман мислио да хоће. Труман је признао Израел 14. маја 1948, након што се Израел прогласио државом.

#### Берлински ваздушни мост
СССР је 24. јун 1948. године блокирао улаз у три окупационе зоне Берлина које су контролисале западне силе. Савезници никад нису склопили уговор који би им јамчио снабдевање сектора који су били дубоко унутар совјетске територије. Командујући америчке окупационе зоне, генерал Луцијус Клеј, предложио је слање велике наоружане колоне која би се, имајући морално право, возила мирно ауто-путем до западног Берлина, али ако би била нападнута или заустављена била би слободна узвратити ватру. Труман је, након концензуса у Вашингтону веровао је да се тиме излаже непотребном ризику рата. Смислио је план да се окупирани град снабдева из ваздуха. Савезници су 25. јуна започели акцију названу Берлински ваздушни мост који је снабдевао савезнике и цивилно становништво у совјетском окружењу храном и разним другим потрепштинама (као нпр. угаљ) користећи ратне транспортне авионе (и вршио шпијунске задатке). Ништа слично томе није направљено никад у историји до тада. Мост је успео. Копнена блокада укинута је 11. маја 1949. године. Упркос томе, летови су се наставили још пар месеци након укидања блокаде.
Берлински ваздушни мост се данас сматра Трумановим највећем успехом на подручју спољње политике, а уједно му је и помогао у кампањи за изборе 1948. године.

#### Одбрамбене редукције
Труман, Конгрес и Пентагон су следили стратегију брзе демобилизације након Другог светског рата, повлачећи маринце и војску у САД. Многи гласачи су се бунили да су војници отпуштани преспоро. Узрок ове стратегије, која се истрајно провлачила кроз Труманов први, али и кроз добар део његовог другог мандата, био је углавном финансијски. Да би финансирао домаће захтеве потрошње, Труман је заговарао политику смањења одбрамбених издатака за америчку војску након рата. Републиканска већина у Конгресу, која је била жељна остваривања многобројних пореских и других олакшица, подржала је Труманов план да смањи потрошњу за одбрану.
Додатно, Труманово искуство у Сенату подстакло је сумњу да се велике количине новца троше узалуд у Пентагону. Труман за новог Министра одбране поставља Лујса Џонсона. Импресионирани брзином изградње прве америчке атомске бомбе, Труман и Џонсон су мислили да је атомска бомба помоћ војним силама које су углавном небитне. Мишљење је касније бити ревидирано, јер је СССР исте године тестирао своју прву атомску бомбу. Упркос томе, редукције у војски су се наставиле, утичући на америчку конвенционалну одбрану. Труман и Џонсон су осећали посебну антипатију према буџетским захтевима маринаца и морнарице. Труман је имао познату антипатију према маринцима још из његовог служења за време Првог светског рата. О томе је рекао:
Маринци су морнаричка полиција и све док сам је председник то ће и остати. Имају пропагандну машинерију која је слична Стаљиновој.
Труман је чак предложио потпуно распуштање маринаца као део његовог плана реорганизовања одбране из 1948. године, плана који је одбијен због писмене кампање и интервенције истакнутих конгресмена који су били ветерани маринци.
Под Труманом одбрамбеним буџетом из 1950. године, многи ратни бродови су повучени, продати или расходовани у старо гвожђе. Америчкој војсци, суоченој са великом сменом искусних ратника, ускраћена је обука и снижени су стандарди за регрутовање. Корисно оружје је расходовано као отпад или продато, док се могло ускладиштити, а и складишта муниције су смањена. Маринци, чији је буџет осакаћен, су опремљени материјалом који је преостао из Другог светског рата. Тек након севернокорејске инвазије Јужне Кореје 1950. је Труман изнео своје одбрамбене предлоге Конгресу и иницирао нешто што се данас сматра модерним периодом америчке војске.

#### Људска права
Извештај Труманове администрације из 1947. насловљен Да се обезбеде ова права представио је агенду од 10 тачака која је говорила о реформама по питању људских права. Труман је 1948. године Конгресу представио агенду о људским правима која је предлагала да се оснује више федералних агенција које би решавале проблеме као што су право гласања и пракса поштеног запошљавања. Ово је изазвало талас критика од стране јужних демократа у то време, што је довело до националне номинацијске конвенције, али Труман је одбио компромис уз речи:
Моји претходници су били конфедералци… стомак ми се окренуо када сам чуо да су војници црнци, који су се тек вратили из рата у САД, избацивани из војних камиона у Мисисипију и претучени.

#### Избори 1948.
Председнички избори 1948. памте се највише по Трумановој неочекиваној победи на њима.
У пролеће 1948. Труманова јавна подршка износила је малих 36% и Труман је генерално сматран кандидатом који не може победити на изборима. Поборници Њу Дила унутар странке, којим је припадао и Рузвелтов син Џејмс, покушали предложити генерала Ајзенхауера за демократског кандидата, изузетно популарну особу чији су политички погледи и страначка опредељеност 1948. били потпуно непознати. Ајзенхауер је одбио номинацију, а Труман се за кандидата своје странке изборио индиректно.
На демократској националној конвенцији 1948, Труман је покушао смирити турбулентне домаће политичке вође поставивши неентузијастични плакат о цивилним правима на страначку платформу. Циљ тога било је смиривање интерних конфликта између северних и јужних огранка странке. Председников покушај компромиса је пропао пред налетом догађаја. Оштро обраћање градоначелника Минеаполиса Хуберта Хумфреја и многих других урбаних шефова уверило је странку да користи јачи плакат о људским правима, што је Труман прихватио. Сви делегати из Алабаме и део оних из Мисисипија, отишли су са конвенције уз протест. Труман је одржао агресивни говор прихватајући кандидатуру у коме је напао Конгрес и обећао да ће освојити изборе и још приде „присилити републиканце да им се то свиди."
У року од две седмице издао је извршну наредбу 9981., којом је расно интегрисао америчку војску по завршетку Другог светског рата. Труман је преузео одређени политички ризик у подупирању људских права и многи су се бојали да ако изгубе помоћ десних демократа, да би се демократска странка могла распасти. Страх је био оправдан, Стром Турмонд се кандидовао за председника и водио је снажни револт јужних „државних права“ против Труманове демократске странке. Револт на десној узвраћен је револтом на левој страни, којег је водио бивши потпредседник Анри Волес са својом Прогресивном странком. Одмах након своје пострузвелтовске конвенције, демократска странка се распадала. Победа у новембру чинила се неостваривом, јер се странка није једноставно распала него поделила на три стране.
Уследила је необична председничка турнеја од 21.928 km, до тада невиђено обраћање нацији. Труман и његови сарадници прошли су целу државу у председничком возу. Његова "whistlestop" тактика одржавања кратких говора са задње платформе вагона Фернанда Магелана постала је једна од главних икона целе кампање. Његови наступи, као онај на тргу у Харисбургу, Илиноис постали су изузетно популарни и привлачили су велике групе људи. Шест стајања у Мичигену привукли су укупно пола милиона људи, док је стајање у Њујорку привукло око милион људи. Масовни, најчешће спонтани скупови означили су велику промену у кампањи. Државне новинске агенције нису те говоре сматрали озбиљним, али су и даље објављивали да је победа Томаса Дјуи (наводно) сигурна. Један од разлога зашто су новине шириле тај нетачни извештај је што су они те анкете о популарности кандидата објављивали у време када већина људи, поготово Труманових поборника, није поседовала телефон. Та чињеница узроковала је да Дјуи добије велике шансе, а да Труман буде унапред проглашен сигурним губитником.
На крају, Труман је наставио свој успех, задобио подршку јужних држава и провукао се кроз нека критична „бојишта“, као што су Охајо, Калифорнија и Илиноис. Коначни, запањујући збир гласова показао је да Труман има 303 гласова, Дјуи 189, а Турмонд само 39. Најзначанија слика са избора дошла је на сам дан проглашења победе, када је Труман у руци, пред новинарима држао насловну страну Чикаго Трибјуна чији је главни наслов био „Дјуи победио Трумана“.
Труманова председничка кампања представљала је велики успех и појам за једну успешну и победоносну кампању и често је понављана, а најистакнутији имитатор био је Џорџ Х. В. Буш 1992, такође политичар и бивши председник САД, који је био у сукобу са Конгресом.
Труман у своме првом мандату није имао потпредседника. Његов сарадник Албен Баркли постављен је на ту позицију 20. јануара 1949. за време Трумановог другог мандата.

### Други мандат (1949—1953)
Труманов други мандат био је изузетни тежак и заморан, понајпре због изазова у спољној политици који су директно или индиректно били повезани са његовом политиком ширења. На пример, морао се веома брзо прилагодити губитку америчког нуклеарног монопола јер су помоћу информација које су совјетски шпијуни прикупили из САД. СССР је направио атомску бомбу много раније него што је то било очекивано и тестирао је у 29. августа 1949. године. Труман је 7. јануара 1953. године објавио да је САД детонирала своју прву Х-бомбу.

#### НАТО
Труман је био велики поборник НАТО, помоћу којег је САД остварио мирнодопски војни савез са Канадом и европским земљама које нису пале под утицај Совјетског Савеза, и послао је снажну и јасну поруку комунистичким вођама да је демократски свет вољан и у могућности да изгради одбрану којом би бранио демократске идеале. САД, Уједињено Краљевство, Француска, Италија, Холандија, Белгија, Луксембург, Исланд, Канада, Норвешка, Данска и Португалија су биле оснивача пакта, а 1952. придружиле су му се Грчка и Турска.

#### Народна Република Кина
Чанг Кај Шек и његови националисти 21. децембра 1949. године побегли су на Тајван у страху од даљних напада Маових комуниста. У јуну 1950. Труман је наредио 7. флоти Америчке ратне морнарице да заустави било какве даље конфликте између НР Кине и Тајвана. Труман је такође захтевао од Тајвана да заустави било какве даље нападе на копну.

#### Корејски сукоб
Севернокорејсака војска под вођством Ким Ил Сунга напала је 25. јуна 1950. године Јужну Кореју, тиме започевши Корејски рат. Слабо обучена и неопремљена, без икакве помоћи, јужнокорејска војска се брзо повлачила, изгубивши чак главни град, Сеул.
Запањен, Труман је наредио поморску блокаду Кореје, која је одмах ступила на снагу. Иако Америчка морнарица више није поседовала довољно површинских бродова како би провела тако чврсту блокаду, ипак је ниједни брод није желео изазвати. Труман је наговарао Уједињене нације да интервенишу, што су и направили, први пут допуштајући оружану интервенцију у својој историји. Совјетски Савез није био на састанку на којем се гласало о дозвољавању интервенције. Труман је у Кореју послао све војне јединице које су биле смештене у Јапану. Снаге УН-а (сачињене углавном од америчких јединица) под вођством генерала Дагласа Макартура сломиле су севернокорејску војску за само 90 дана. Труман је одлучио да се не саветује са Конгресом, грешка која је увелико смањила његову позицију касније у сукобу.
У прве четири седмице америчке пешадијске јединице које су брзо напредовале кроз Кореју показале су се као малобројне и неопремљене. Осма армија из Јапана је била присиљена поново оспособити тенкове М4 Шерман из Другог светског рата за коришћење у Кореји. Само 60 дана након почетка рата Труман је послао масовну војну подршку у Кореју и УН су надјачали севернокорејску војску по људству, оружју, муницији те су имали ваздушну и морнаричку надмоћ.
Одговарајући на талас критика које је задобио, Труман је сменио министара одбране Луиса Џонсона и на његово место поставио генерала Џорџа Маршала. Труман се (уз пристанак УН-а) одлучио на политику узвраћања, тј. освајање Северне Кореје. Снаге УН-а под вођством генерала Дагласа Макартура предводиле су контранапад, остваривши запањујућу победу искрцавањем у бици за Инчон где је скоро заробио противничку главнину. Снаге УН-а су тада кренуле на север, према реци Јалу уз кинеску границу, са циљем уједињења две Кореје под заставом УН-а.
Кина је изненадила снаге УН-а масовном инвазијом у новембру. Снаге УН-а које су биле малобројније, и то по зимском времену, биле су присиљене на повлачење до 38. паралеле где је све почело. Штете УН-а и САД биле су велике. Труман је одбио Макартуров предлог о нападању кинеских база за снабдевање северно од Јалуа. Макартур је онда свој план представио републиканском вођи Џосефу Мартину. Труман је био веома забринут да би даља ескалација сукоба могла узроковати још веће уплитање Совјетског Савеза у сукоб. СССР је већ тада помагао Кореји снабдевајући је оружјем и ратним авионима са корејским ознакама, али и совјетским пилотима. Труман је 11. априла 1951. године отпустио и пензионисао Макартура са свих његових позиција у Кореји и Јапану.
Отпуштање Макартура био је један најнепопуларнијих политичких потеза у америчкој историји. Мишљење о Труману је брзо падало, а добијао је и позиве због своје службене оптужбе, међу којима је био и позив сенатора Роберта Тафта. Chicago Tribune је тражио тренутне покретање опозива председника Трумана: Председник мора бити оптужен и осуђен. Његово брзоплето и осветољубиво отпуштање генерала Макартура је кулминација низа дела која су га приказала као неспособног, морално и ментално, за тако велику дужност… Америчка нација никад није била у већој опасности. Води је будала која је окружена слугама…
Оштре критике са дословно свих страна и оптужбе су стизале на рачун Трумана да одбија преузети одговорност за рат који је кренуо лоше, да уместо себе криви своје генерале. Макартур се вратио у САД и добио је херојски дочек, а након једног разговора пред Конгресом, спекулисало се да ће се Макартур кандидирати за дужност председника.
Рат је остао неизвестан још 2 године све док се није потписало примирје и док се није утврдила граница између две Кореје. У међувремену, проблеми у Кореји и критике према Труману због отпуштања Макартура, направиле су Трумана толико непопуларним да су се демократе почеле окретати према другим кандидатима. На Њу Хампширеским примарним изборима, Трумана је поразио Естес Кефаувер који је добио 3.000 гласова више и подршку свих 8 делегата. Труман је био присиљен да откаже своју кампању за следеће изборе. Подршка Труману 1952. године била је само 22% према неким анкетама, што је био најнижи резултат у историји америчких председника.

#### Вијетнам
Уплитање САД у Вијетнамски рат започело је за време Труманове администрације. На дан победе над Јапаном 1945. године, вијетнамски комунистички вођа Хо Ши Мин је прогласио независност. САД је најавио подршку у поновном успостављању француске власти. Хо је 1950. опет прогласио независност, која је овај пут призната од стране Совјетског Савеза и НР Кине. Хоов Вијетнам је заузимао само малу територију уз кинеску границу, док је Француска контролисала остатак Вијетнама.
Труманова „политичка укључивања“ (што је требало бити супротно комунистичкој политици експанзије) терала је САД да и даље даје подршку Французима и њиховој колонијалној власти у Вијетнаму. Труман је 1950. одобрио 10.000.000 $ за помоћ Француској, а у Вијетнам је послао и неборбене јединице као помоћ. До 1951. сума се повећала до 150.000.000 $. До 1953. износ помоћи попеће се на 1.000.000.000 $, што је износило трећину свеукупне америчке помоћи другим земљама
.
Из овога се изродио основни проблем: Американци су желели снажан и независан Вијетнам, док Французи нису нимало марили за Кину већ су само хтели увести Вијетнам под француски систем колонијалне власти.

#### Реновирање Беле куће
Труман је 1948. наредио контроверзно уређење Беле куће тако што је на спољашњости куће желео да промени: балкон на другом спрату и балкон на југа (данас познат као „Труманов балкон").
У то време је било јасно да је кућа, стара преко 130 година, била у веома лошем стању. У августу те године један део спрата се срушио и Труманова спаваћа соба и купатило су обележени као несигурни. Није било никакве јавне објаве све док није остварена изборна победа. Труман је у то време био информисан да је његов балкон био једини сигурни део Беле куће. Породица Труман се преселила у Блер кућу, док су западно крило и овални уред једини делови Беле куће који су остали отворени. Труман је од тада свако јутро морао ићи на посао преко улице. Убрзо је донесена одлука да се сруши и реновира цео ентеријер Беле куће. Светски познати екстеријер Беле куће остао је какав је док су се радови вршили изнутра. Радови су трајали од децембра 1949. до марта 1952. године.

#### Покушај атентата
Порторикански националисти Гриселио Торесоли и Оскар Колацо покушали су 1. новембра 1950. године убити Трумана испред Блер Хауса (викендица председника САД). Торесол је смртно ранио полицајца из Беле куће Леслија Кофелта, који је Торесолу упуцао пре него је умро. Колацо је као сарадник предан уреду за крвне деликте и 1952. му је суђено и осуђен је на смртну казну. Труман је његову казну касније преиначио у доживотни затвор.
Тада је, схвативши важност самоопредељења Порториканаца, Труман допустио плебисцит о будућности односа и статусу Порторика и САД.
Напад, који је лако могао завршити Трумановом смрћу, скренуо је пажњу на побољшавање безбедносних мера код Блер Хауса. Труман је за време напада спавао, пробудио се када је чуо пуцњаву и посматрао је са прозора (који је гледао баш на ту улицу) све док му један пролазник није викнуо да се сакрије.

### Администрација и кабинет
Напомена: Сви чланови Трумановог кабинета који су били ту када је он постао председник 1945. су били и у кабинету Френклина Делана Рузвелта.
| ФУНКЦИЈА                    | ИМЕ                 | МАНДАТ       |
|                             |                     |              |
| Председник                  | Хари С. Труман      | 1945—1953.   |
| Потпредседник               | нико                | 1945—1949.   |
|                             | Елбен В. Барклеј    | 1949—1953.   |
|                             |                     |              |
| Државни секретар            | Едвард Р. Сетиниус  | 1945.        |
|                             | Џејмс Ф. Бирмес     | 1945—1947.   |
|                             | Џорџ Маршал         | 1947—1949.   |
|                             | Дин Ачесон          | 1949—1953.   |
| Секретар државне благајне   | Анри Моргентау      | 1945.        |
|                             | Фред Винсон         | 1945—1946.   |
|                             | Џон В. Снидер       | 1946—1953.   |
| Министар рата               | Анри Л. Стимсон     | 1945.        |
|                             | Роберт Патерсон     | 1945. –1947. |
|                             | Кенеф Ц. Ројал      | 1947.        |
| Министар одбране            | Џејмс В. Форестал   | 1947—1949.   |
|                             | Лујс А. Џонсон      | 1949—1950.   |
|                             | Џорџ Маршал         | 1950—1951.   |
|                             | Роберт А. Ловет     | 1951—1953.   |
| Министар правде             | Франсис Бидл        | 1945.        |
|                             | Том Кларк           | 1945—1949.   |
|                             | Хавард Макграт      | 1949—1952.   |
|                             | Џејмс Макгранири    | 1952—1953.   |
| Врховни генерал             | Франк Валкер        | 1945.        |
|                             | Роберт ханиген      | 1945—1947.   |
|                             | Џис Доналдсон       | 1947—1953.   |
| Министар морнарице          | Џејмс В. Форестал   | 1945—1947.   |
| Министар унутрашњих послова | Харолд Л. Икес      | 1945—1946.   |
|                             | Јулиус А. Круг      | 1946—1949.   |
|                             | Оскар Чапмен        | 1949—1953.   |
| Министар пољопривреде       | Клод Викард         | 1945.        |
|                             | Клинтон П. Андерсон | 1945—1948.   |
|                             | Чарлс Бранан        | 1948—1953.   |
| Министар еконимије          | Анри Волес          | 1945—1946.   |
|                             | Аврел Хариман       | 1946—1948.   |
|                             | Џон В. Снидер       | 1948—1953.   |
| Министар рада               | Франсис Перкинс     | 1945.        |
|                             | Луис Б. Швеленбах   | 1945—1948.   |
|                             | Морис Ј. Тобин      | 1948—1953.   |

## Избори 1952.
Године 1951, САД је усвојила 22. амандман, који није допуштао да председник буде трећи пут изабран на ту позицију, или да буде други пут ако је наследио председнички мандат и служио више од 2 године. Ова клаузула дочекала је Трумана 1952, и он се још увек могао кандидовати због изузетка којим је 22. амандман искључивао тренутног председника.
До 1952, ниједан кандидат са њухепмширских примарних избора није задобио Труманову подршку. Врховни судија Фред Винсон је рекао гувернеру Илиноиса Едлеју Стивенсону да је такође одбио, потпредседник Баркли је био престар, а Труман није волео сенатора Естеса Кефавера, којег је приватно звао „Гњажава“.
Труманово име било је на примарним изборима у Њу Хемпширу, Кефаувер је победио и Труман је објавио да се неће поново кандидовати за председника. Стивенсон, који се након размишљања одлучио кандидовати за председника, је добио Труманову подршку и постао је кандидат демократа. Републиканци су корупцију ставили на врх листе проблема у својој кампањи 1952. Ајзенхауер је кренуо у поход против Труманових „неуспеха“ са „Корејом, комунизмом и корупцијом“ - и победио је са 55,2% гласова на изборима и постао је тако 34. председник САД. Његов противник за ту дужност, Едлеј Стивенсон је дошао само до 44,3% гласова. После пораза на изборима 1952. и 1956. за председника САД, Џон Фицџералд Кенеди (председник 1961—1963) именовао га је 1961. за амбасадора САД у УН-у. Ту дужност је обављао четири године.

## Након председничког мандата

### Труманова библиотека, мемоари и живот као грађанин
Труман се вратио у Инпенденс и сместио у кућу таште. Његов претходник Френклин Делано Рузвелт организовао је сопствену председничку библиотеку, могућност да други председници направе исто била је још увек неизвесна. Труман је скупљао приватне донације за изградњу библиотеке, које је касније послао влади да започне са радовима. Ту традицију наставили су сви његови наследници.
Бивши чланови Конгреса и федералних судова добили су федерални пензиони пакет, а Труман је био тај који је њима и службеницима на сличним позицијама, омогућио такве привилегије. Тај приход се није односио и на бивше председнике. Чим му се завршио мандат, Труман је рекао да не жели бити ни на једном корпоративном платном списку, јер би таква врста примања угрозила интегритет највишег државног положаја. Из истог разлога је одбио и многе друге сличне финансијске аранжмане. Као резултат тога, суочио се са низом финансијских изазова, јер су се његови послови пре бављења политиком показали неуспешни, а није имао никакве личне уштеђевине. Када је напустио Белу кућу, његов једини приход била је његова војничка пензија, која је износила скромних 112,56 америчких долара месечно.
Подигао је лични зајам код Мисури банке по завршетку мандата и кренуо је у остваривање новог плана који ће убудуће радити и други бивши државници: велики новчани уговор за мемоаре написане током трајања мандата. Јулисиз Симпсон Грант је савладао сличне финансијске проблеме сличном књигом, није хтео писати ни слова о свом мандату у Белој кући. Труман је добио рекордну суму од 670.000 долара, али је две трећине дао на порез а од остатка је плаћао асистенте, те је њему остало свега око 37.000 долара.
Труманови мемоари били су комерцијални и критички успех, а штампани су у 2 издања 1955 — 1956. године.
- Мемоари Харија Трумана: Године одлуке (1. издање)
- Мемоари Харија Трумана: Године суђења и наде (2. издање)

Конгрес је 1958. донео Закон о бившим председницима, којом сви живи бивши председници имају право на годишње примање од 25.000 долара. Труманово финансијско стање сигурно је играло одређену улогу о доношењу тог закона. Једини тадашњи живи бивши председник, Херберт Хувер, такође је пристао на примање пензије, иако му није била неопходна. Неки извори тврде да ју је узео да не осрамоти Трумана.

### Позни живот и смрт
Труман је 1956. са супругом отишао на пут у Европу и био је сензација. У Уједињеном Краљевству је добио почасну диплому на Оксфордском универзитету, а примио ју је плачући од среће. Ту се по последњи пут сусрео са својим пријатељем Винстоном Черчилом, а по повратку у САД дао је пуну подршку Едлеју Стивенсону за његову другу кандидатуру за председника, иако је фаворизовао гувернера Аврла Харимана.
Председник Линдон Џонсон је 1965. године потписао закон о здравственом осигурању у Трумановој библиотеци, а прве две здравствене картице су добили Труман и његова супруга Бес. Сам Труман се за свог мандата борио за државно здраствено осигурање.
За свој 80. рођендан, Труман је позван у Вашингтон и замољен је да се обрати Сенату, као део новог правила које је бившим председницима дало неке привилегије. Труман је био толико почашћен добивеном привилегијом да је једва одржао свој говор. Труман је водио и кампање за кандидата за Сенат. Јак пад у купаоници његовог стана увелико му је смањио физичке могућности и отежао је његове свакодневне посете председничкој библиотеци. Примљен је у болницу у Канзас Ситију 5. децембра 1972. због проблема узрокованих упалом плућа. Хари Труман је преминуо 26. децембра 1972. у 7:50 сати у 88. години живота. Бес Труман преминула је 18. октобра 1982. Трумани су покопани у дворишту зграде Труманове библиотеке.

## Оставштина
Када му се 1953. године завршио мандат, Труман је био један од најнепопуларнијих америчких председника. Јавно мишљење о њему побољшавало се касније годинама потом. Кратко након његове смрти консолидовало се мишљење о деломичној рехабилитацији међу историчарима и јавношћу. Након поновног прегледа информација које су биле доступне Труману о постојању шпијунских активности у америчкој влади, демократски сенатор Данијел Патрик Мојнихан је закључио да је Труман „скоро, па намерно слабо схватао“ опасност америчког комунизма.
Труман је увек добро стајао на рангирањима бивших америчких председника. Никад није био на нижој позицији од девете, а по последњим истраживањима из 2005. које је провео Вол Стрит Журнал Труман је седми на листи најбољих америчких председника у историји.
Случајност је баш та да је Труман преминуо баш у периоду када је нација била изједана кризама у Вијетнаму и афером Вотергејт. Труманова смрт узроковала је талас пажње на његову политичку каријеру и то у времену када је сама председничка позиција била у кризи.
За време раних и средином 1970-их, Труман је задобио популарност коју је имао 1948, овај пут се издижући као некакав политички народни херој, председник који је замишљен као пример интегритета који је по многим коментаторима фалио за време Никсоновог боравка у Белој кући. Џејмс Витмор је номинован за оскар за своју монодраму о Труману у филму Give 'em Hell, Harry!, Ед Фландерс је добио Емиа за своју глуму Трумана у филму Harry S. Truman: Plain Speaking, а група Чикаго је чак снимила и песму о председнику Труману коју је насловила "Хари Труман" из 1975. године.
Почашћен је 1975. оснивањем Труманове стипендије, федералног програма насталог у његову част који је помагао америчким студентима који су се истицали у посвећености јавним пословима и лидерством у јавном раду.

## Труманово средње име
Труман није имао средње име, него само средње слово. Било је често да се у јужним државама САД, укључујући и Мисури, користе иницијали чешће него имена. У својој аутобиографији написао је: „Требало је да се зовем… Харисон Јанг. За име сам добио деминутив Хари, а да бих имао два иницијала у имену додан ми је иницијал С. Име очевог деда било је Андерсон Шип Труман, а име мајчиног било је Соломон Јанг, тако да сам добио иницијал С. по обојици.“ Једном се нашалио да С није иницијал и да не би требало да има тачку после, у свим службеним документима додана је тачка након С. Такође Труманова библиотека има подоста примера где је сам Труман писао тачку иза С. Књига стилова Асошијејтед преса захтевала је коришћење тачке иза С у време 1960-их, када је Труман изјавио да не преферише ни једну опцију. Коришћење тачке иза иницијала С је универзално, док на пример службена биографија Беле куће не користи тачку након Труманова иницијала С.
Труманов иницијал без имена проузроковао је необичан проблем када је требало да положи заклетву за председника. На полагању заклетве, врховни судија Харлан Стоун почео је читати: „Ја, Хари Шип Труман…“, Труман га је прекинуо и исправио: „Ја, Хари С Труман…“.

## Занимљивости
- Ниједна прва дама није живела дуго колико Труманова супруга Бес Волес Труман. Када је умрла 18. октобра 1982, имала је 97 година.
- Хари Труман је био члан Алфа Хи-Ламба братства.
- Хари и Бес Труман су председнички пар који је живео најдуже. Заједно су имали 185 година. Од 2007. Џералд Форд и његова супруга Бети Форд су на 2. месту са 181 годином, док су Роналд Реган и Ненси Реган 3. са 178 година.
- За време Трумановог мандата издата је ревизија стандардне верзије Библије чији је први примерак добио баш он.
- По Труману је снимљена истоимена песма.
- У телевизијској серији Симпсонови Труман је приказан на новчаници од трилион долара.
- Хари и Бес Труман су били први корисници државне медицинске заштите 1966. године.
- У епизоди из серије Футурама, Труман је приказан како лично преузима истрагу о Росвелском НЛО инциденту.